# ایست هانینگفیلد
ایست هانینگفیلد (به انگلیسی: East Hanningfield) یک روستا و محله مدنی در بریتانیا است که در Chelmsford واقع شده‌است.